# Николай Тодоров – Кайзера
Николай Тодоров (роден на 26 септември 1964 г.), известен с прякора Кайзера, е футболен треньор и бивш футболист, който в кариерата си играе като полузащитник за редица отбори в България и в чужбина.
Има 279 мача и 69 гола в А група за ЦСКА (София), Левски (София) и Локомотив (София). Играл е също в Добруджа (Добрич), във Франция, Кипър и Турция. Има 13 мача с 3 гола за националния отбор на България.

## Футболна кариера
Тодоров израства в школата на Добруджа (Добрич). Още докато е юноша получава прякора Кайзера заради прилика с холандския нападател Пит Кайзер. Заиграва за първия състав на клуба през 1982 г. За два сезона записва 65 мача и бележи 14 гола за Добруджа в Северната Б група.
През лятото на 1984 г. като войник преминава в ЦСКА (София), като е част от „армейците“ през есенния полусезон на 1984/85. Тодоров изиграва само един мач за ЦСКА – на 28 октомври 1984 г. влиза като резерва в 84-тата минута при победа с 2:1 срещу Славия (София).
През януари 1985 г., след като се уволнява от казармата, Тодоров се завръща в Добрич, но е трансфериран в Левски (София). До края на сезон 1984/85 изиграва 12 мача и бележи 1 гол в А група, като с отбора става шампион на България. През 1985/86 записва 18 мача с 2 гола в първенството, а също така печели Купата на България.
През лятото на 1986 г. Тодоров преминава в Локомотив (София). Играе за „железничарите“ пет сезона, в които записва общо 136 мача с 33 гола в елита.
През 1991 г. преминава в елитния френски Монпелие. През сезон 1991/92 изиграва 26 мача в Лига 1. През лятото на 1992 г. е трансфериран във втородивизионния Кан, където записва 21 мача с 3 гола в Лига 2.
През лятото на 1993 г. Тодоров се завръща в България и подписва договор с Левски (София). На 29 септември 1993 г. бележи победното попадение в паметния мач от евротурнирите срещу Глазгоу Рейнджърс. Левски печели с 2:1 на националния стадион „Васил Левски“ и отстранява шотландския гранд в 1-вия кръг на Шампионската лига. По време на втория си престой в Левски Тодоров остава в клуба два сезона. В тях изиграва 54 мача с 18 гола в А група. Става шампион на България през 1993/94 и 1994/95, както и носител на купата през 1993/94
През сезон 1995/96 играе в кипърския гранд Анортозис. През лятото на 1996 г. се завръща в Левски. Участва в мачовете с Олимпия (Любляна) при злощастното отпадане от турнира КНК. В началото на сезон 1996/97 записва 8 мача с 4 гола в А група, но през октомври 1996 г. напуска за да премине в турския елитен Саръйер. Изиграва 21 мача и бележи 3 гола в турската Суперлига.
През лятото на 1997 г. Тодоров се завръща за пореден път в Левски. През сезон 1997/98 печели Купата на България. Бележи един от головете за разгромната победа с 5:0 срещу ЦСКА във финала, игран на 13 май 1998 г. Общо за четирите си престоя в Левски изиграва 184 официални мача за клуба, в които вкарва 41 гола – 142 мача с 36 гола в А група, 28 мача с 2 гола за купата и 14 мача с 3 гола в евротурнирите.

## Треньорска кариера
Тодоров е треньор повече от 5 години в школата на ПФК Левски, където води юношите старша възраст, родени 1991 година.
 За кратко е треньор на Спортист (Своге) и ФК Велбъжд (Кюстендил).

Между 2008 г. и 2013 г. е последователно помощник-треньор и старши треньор на Миньор (Перник).

Последният воден от него отбор е Витоша (Бистрица), когото не успява да задържи в професионалния футбол и през сезон 2013/2014 г. отпадат във В група.

## Успехи
Левски (София)
- А група:
  -  Шампион (3): 1984/85, 1993/94, 1994/95

- Купа на България:
  -  Носител (3): 1985/86, 1993/94, 1997/98